# Yann Böhme
Yann Niclas Böhme (* 2. August 1997) ist ein deutscher Volleyballspieler.

## Karriere
Böhme ist der Sohn der Ruder-Olympiasiegerin Birte Siech und des Kanuten Dirk Böhme. Er war selbst zunächst in der Leichtathletik sowie beim Schwimmen und Fußball aktiv. Als er bei einem Strandurlaub Beachvolleyball spielte, begann er seine Volleyball-Karriere. Sein erster Verein war 2015 der Berliner TSC. Wegen des Studiums ging er später zum Regionallisten VSV Jena, mit dem er in der ersten Saison den Aufstieg in die dritte Liga schaffte. 2020 wechselte der Diagonalangreifer zum Süd-Zweitligisten Blue Volleys Gotha.
2022 wurde er vom Bundesligisten SVG Lüneburg verpflichtet. Die Lüneburger schieden im DVV-Pokal 2022/23 im Viertelfinale aus, erreichten aber in den Bundesliga-Playoffs das Halbfinale. 2023 gab Böhme sein Debüt in der deutschen Nationalmannschaft. Die SVG spielte 2023/24 erstmals in der Champions League und erreichte anschließend das Finale im CEV-Pokal. National kam sie im DVV-Pokal 2023/24 und in den Playoffs der Bundesliga jeweils ins Halbfinale. 2024 wechselte Böhme zum Ligakonkurrenten Netzhoppers Königs Wusterhausen.
Im Beachvolleyball absolvierte Böhme seit 2018 einige unterklassige Turniere.